# 輝く朝に 〜ABRAXAS〜
「輝く朝に 〜ABRAXAS〜」（かがやくあさに アブラクサス）は、ふきのとうがリリースした28枚目のシングル。

## 解説
前作「何故 愛は…/緑輝く日々」から約4年振りの発売であり、アルバム『Heartstrings』からの先行シングルである。また、このシングルのみSony Recordsから発売された。
よみうりテレビ制作日本テレビ系ドラマ「花友禅」の主題歌に起用され、ふきのとうのシングルとしては唯一タイアップがついた楽曲である。
このシングルを最後に、翌年の1992年5月8日に北海道厚生年金会館で行われたコンサートツアー『ever last concert 〜いつか、この空の下で〜』を行い、ふきのとうは解散した。

## 収録曲
1. 輝く朝に 〜ABRAXAS〜（4分45秒）
  - 作詞・作曲:細坪基佳／編曲:鈴木智文

YTV、NTV朝の連続ドラマ「花友禅」主題歌
2. Daisy（3分11秒）
  - 作詞・作曲:山木康世／編曲:鈴木智文